# Stephen Thompson
Stephen Mark Thompson (Los Angeles, 2 dicembre 1968) è un ex cestista e allenatore di pallacanestro statunitense, professionista nella NBA, in Europa e in Giappone.

## Carriera
Con gli Stati Uniti ha disputato le Universiadi di Duisburg 1989.

## Palmarès
- McDonald's All-American Game (1986)
- CBA Rookie of the Year (1991)
- 2 volte All-CBA Second Team (1991, 1992)
- CBA All-Rookie First Team (1991)
- Miglior marcatore CBA (1992)